# Le Quesnel
Le Quesnel – miejscowość i gmina we Francji, w regionie Hauts-de-France, w departamencie Somma.
Według danych na rok 1990 gminę zamieszkiwało 436 osób, a gęstość zaludnienia wynosiła 38 osób/km² (wśród 2293 gmin Pikardii Le Quesnel plasuje się na 583. miejscu pod względem liczby ludności, natomiast pod względem powierzchni na miejscu 353.).